# Tibilis
Tibilis (em latim: Thibilitana) era um assentamento romano da Numídia, na atual Argélia. Desde 1933, é uma sé titular, representando a antiga Diocese de Tibilis, que existia ali.

## Histórico
Tibilis ficava no assentamento atual de Salaoua Announa na Argélia de hoje
Existem dois bispos de Tibilis documentados. O católico Simplício participou da conferência de Cartago de 411, que reuniu os bispos católicos e donatistas da África romana, sem um concorrente donatista. Outro bispo chamado Simplício participou do sínodo realizado em Cartago pelo rei vândalo Hunerico em 484 e foi posteriormente exilado.Escavações arqueológicas trouxeram à luz os restos de três edifícios religiosos da era bizantina.
Tibilis tornou-se uma sé titular episcopal em 1933 e desde 24 de junho de 2000 seu titular é Johannes Gerardus Maria van Burgsteden, S.S.S., bispo-auxiliar de Haarlem-Amsterdã.

## Bispos
- Simplício I † (mencionado em 411)
- Simplício II † (mencionado em 484)

## Bispos-titulares
- Louis-Marie-Fernand de Bazelaire de Ruppierre † (1966 - 1970)
- Bernard Louis Auguste Paul Panafieu † (1974 - 1978)
- Brendan Oliver Comiskey, SS.CC. (1979 - 1984)
- Jorge Arturo Medina Estévez † (1984 - 1987)
- André Vingt-Trois (1988 - 1999)
- Johannes Gerardus Maria van Burgsteden, S.S.S. (desde 2000)